# Colantonio
Colantonio (født Niccolò di Colantonio 1420, død omkring 1470) var en italiensk maler, aktiv i Napoli 1440-1470. Han var sandsynligvis lærer til Antonello da Messina.